# Kovajärvi (sjö i Kajanaland, lat 65,00, long 28,85)
Kovajärvi är en sjö i Finland. Den ligger i kommunen Suomussalmi i landskapet Kajanaland, i den centrala delen av landet, 600 km norr om huvudstaden Helsingfors. Kovajärvi ligger 209,1 meter över havet. Den är 27 meter djup. Arean är 4,22 kvadratkilometer och strandlinjen är 12,02 kilometer lång. Sjön  ingår i Uleälvens huvudavrinningsområde. 